# Nick Ahmed
Nicholas Mark Ahmed (Springfield, 15 marzo 1990) è un giocatore di baseball statunitense, interbase svincolato.

## Carriera

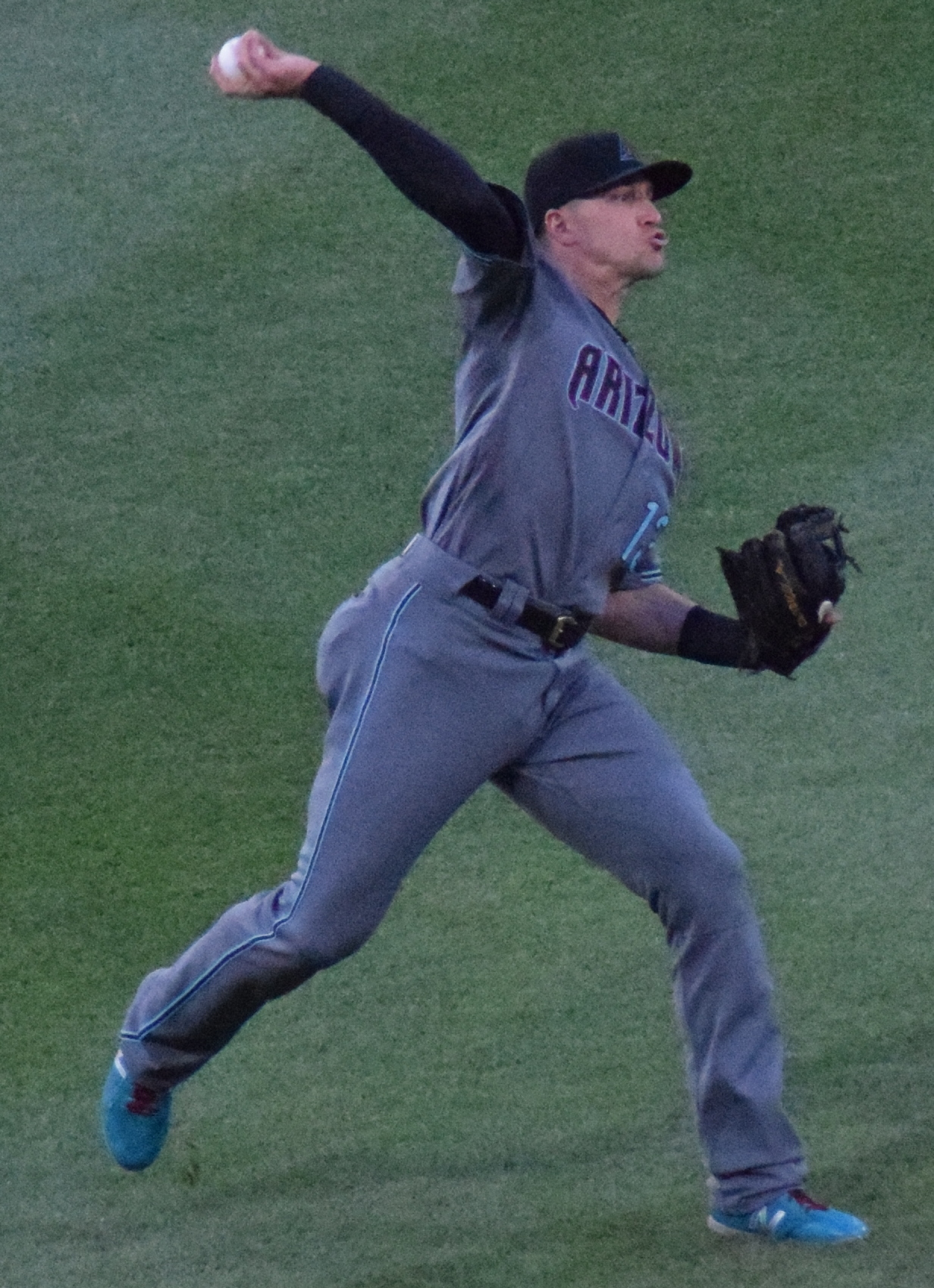
Ahmed con i D-backs nel 2019

### Inizi e Minor League (MiLB)
Ahmed frequentò la East Longmeadow High School di East Longmeadow, Massachusetts e successivamente l'Università del Connecticut di Storrs, da dove venne selezionato nel secondo turno, come 85ª scelta assoluta del draft MLB 2011, dagli Atlanta Braves. Venne assegnato già nel 2011 nella classe Rookie e l'anno seguente disputò l'intera stagione nella classe A-avanzata. Sempre nel 2012, Ahmed venne nominato dalla rivista Baseball America, come corridore più veloce della lega.
Il 24 gennaio 2013, i Braves scambiarono Ahmed, Martin Prado, Randall Delgado, Zeke Spruill e Brandon Drury con gli Arizona Diamondbacks per Justin Upton e Chris Johnson.
Trascorse la stagione 2013 nella Doppia-A e iniziò la stagione 2014 nella Tripla-A.

### Major League (MLB)
Ahmed debuttò nella MLB il 29 giugno 2014, al Petco Park di San Diego contro i San Diego Padres, realizzando la prima valida. Il 9 luglio, batté il primo punto battuto a casa contro i Marlins e il 31 luglio, colpì il suo primo home run contro i Pirates. Concluse la stagione con 25 partite disputate nella MLB e 104 nella Tripla-A.
Nel 2015, militò esclusivamente nella Major League partecipando a 134 partite.
Nella stagione 2016, si infortunò all'anca destra, interrompendo con due mesi di anticipo la sua stagione.
Il 27 giugno 2017, Ahmed venne colpito da una palla veloce sulla mano destra rimediando una frattura. Due mesi dopo, ancora in riabilitazione per l'infortunio,  venne colpito da un lancio che gli fratturò il polso destro, durante una partita di minor league.
Tornato in forma per la stagione 2018, disputò un'ottima stagione per cui venne premiato a fine stagione con il suo primo guanto d'oro di carriera.
Nella stagione 2019, Ahmed ripeté le prestazioni della stagione precedente, riuscendo anche a migliorarsi, e conclusa la stagione, venne premiato nuovamente con il guanto d'oro.

## Vita Privata
Ahmed è di religione cristiana, è sposato e ha due figli. Suo fratello minore, Michael, venne selezionato nel draft MLB 2013 dai Dodgers.

## Palmares
- Guanti d'oro: 2

2018, 2019
- Giocatore della settimana: 1

NL: 18 agosto 2019